# Дарбутай
Дарбутай (Darbutai) — хутір у Литві, Расейняйський район, Бетигальське староство, знаходиться за 4 км від села Аріогала. 2001 року в Дарбутаї проживало 14 людей, хутір розташований між річками Дубіса і Кіркшнове.

## Принагідно
- Darbutai

| Литва | Це незавершена стаття з географії Литви. Ви можете допомогти проєкту, виправивши або дописавши її. |